# Unidade de Vizinhança 107/307 e 108/308 Sul

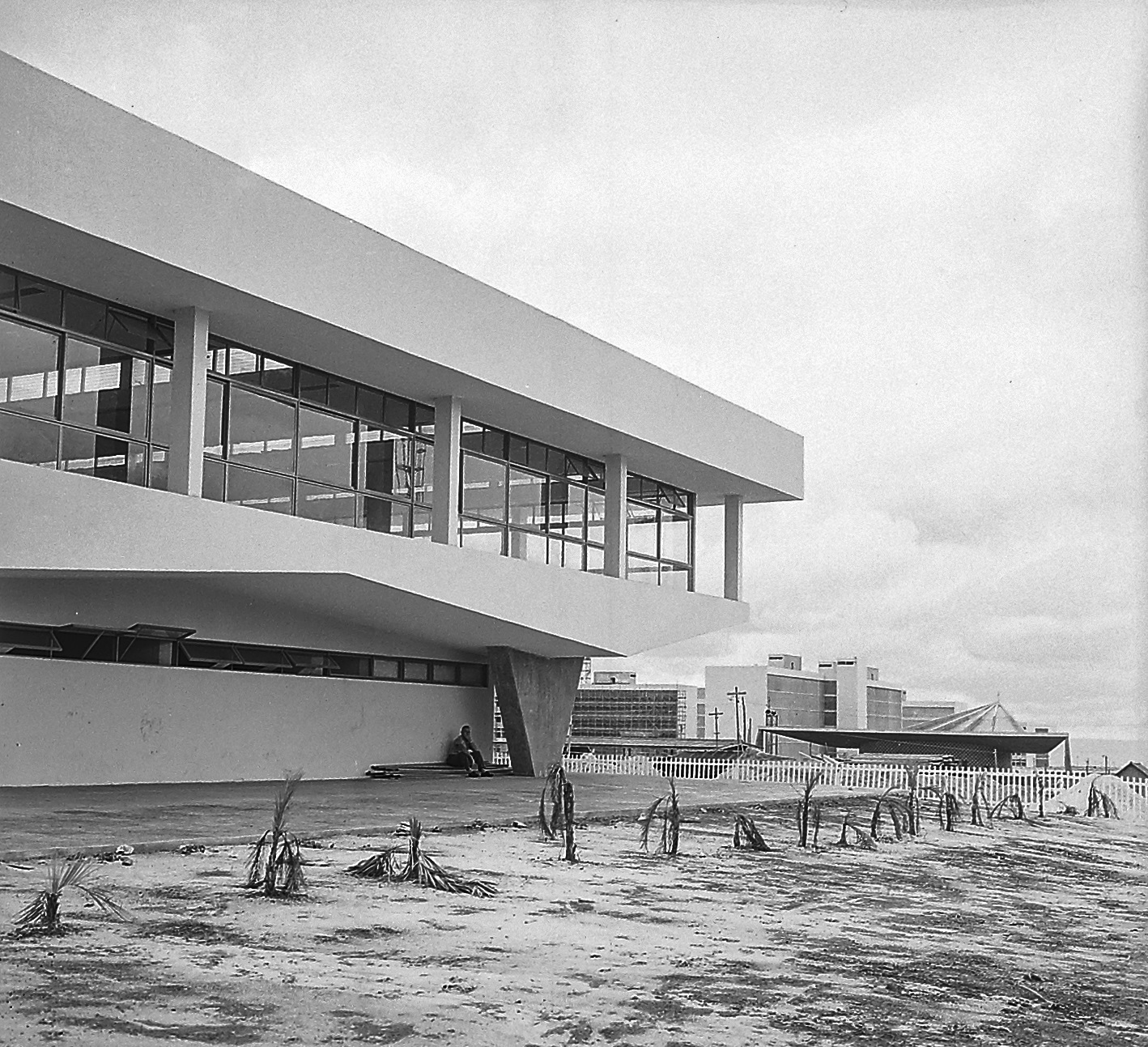
A Escola Parque 307/308 Sul, que fica na Unidade de Vizinhança, sendo construída.

A Unidade de Vizinhança 107/307 e 108/308 Sul é um conjunto de quatro superquadras da Asa Sul, em Brasília, no Distrito Federal. Criado pelo urbanista Lúcio Costa, o projeto teve como objetivo realizar serviços de comércio e lazer para os blocos residenciais.
Em abril de 2009, a obra foi oficialmente tombada em decreto assinado pelo governador José Roberto Arruda, tornando-se um Patrimônio Cultural da Humanidade, reconhecido pela Organização das Nações Unidas para a Educação, a Ciência e a Cultura (UNESCO).

## História

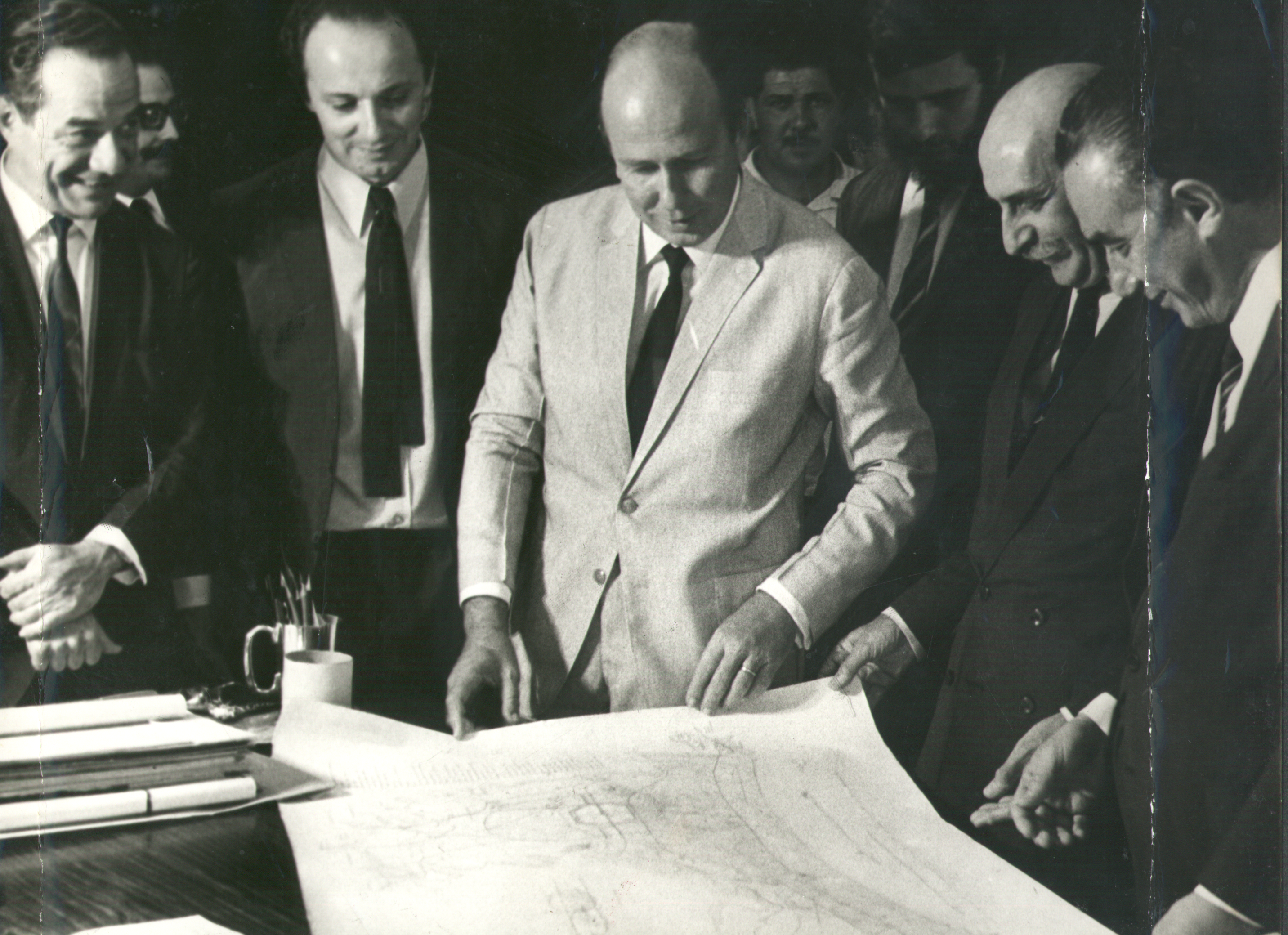
Lúcio Costa (1970), criador da superquadras 107/307 e 108/308 Sul.

Inicialmente, a ideia criada pelo urbanista Lúcio Costa era de que, a cada quatro quadras das Asas Sul e Norte, pudesse atender os blocos residenciais com serviços de comércio, lazer, além de instituições educacionais, religiosas, esportivas e culturais. Entretanto, somente com o desenvolvimento do projeto piloto das superquadras 107/307 e 108/308 Sul que solucionou estes problemas.
Para Cláudia Garcia, professora da Faculdade de Arquitetura e Urbanismo da Universidade de Brasília (UNB), Lúcio criou um renque de árvores para garantir uma "qualidade ambiental e acústica"; quanto a faixa verde, Cláudia afirma que tem dupla função, porque "a árvore cresceria e criaria uma barreira para o barulho e garante sombra em torno do quadrado da superquadra onde as pessoas circulam."
Carlos Madson Reis, superintendente do Instituto do Patrimônio Histórico e Artístico Nacional (IPHAN-DF), é na superquadra que a cidade de Brasília é símbolo mundial da arquitetura moderna.
| “ | Lucio Costa, ao romper com a estrutura do quarteirão convencional, abrindo-o e transformando-o em um amplo bosque entremeado por blocos residenciais multifamiliares, de até seis pavimentos em pilotis livres, liberando o chão para uso público indistinto, concebeu uma nova maneira de morar em área urbana. | ” |
|   | — Carlos Madson Reis, superintendente da IPHAN-DF. |   |

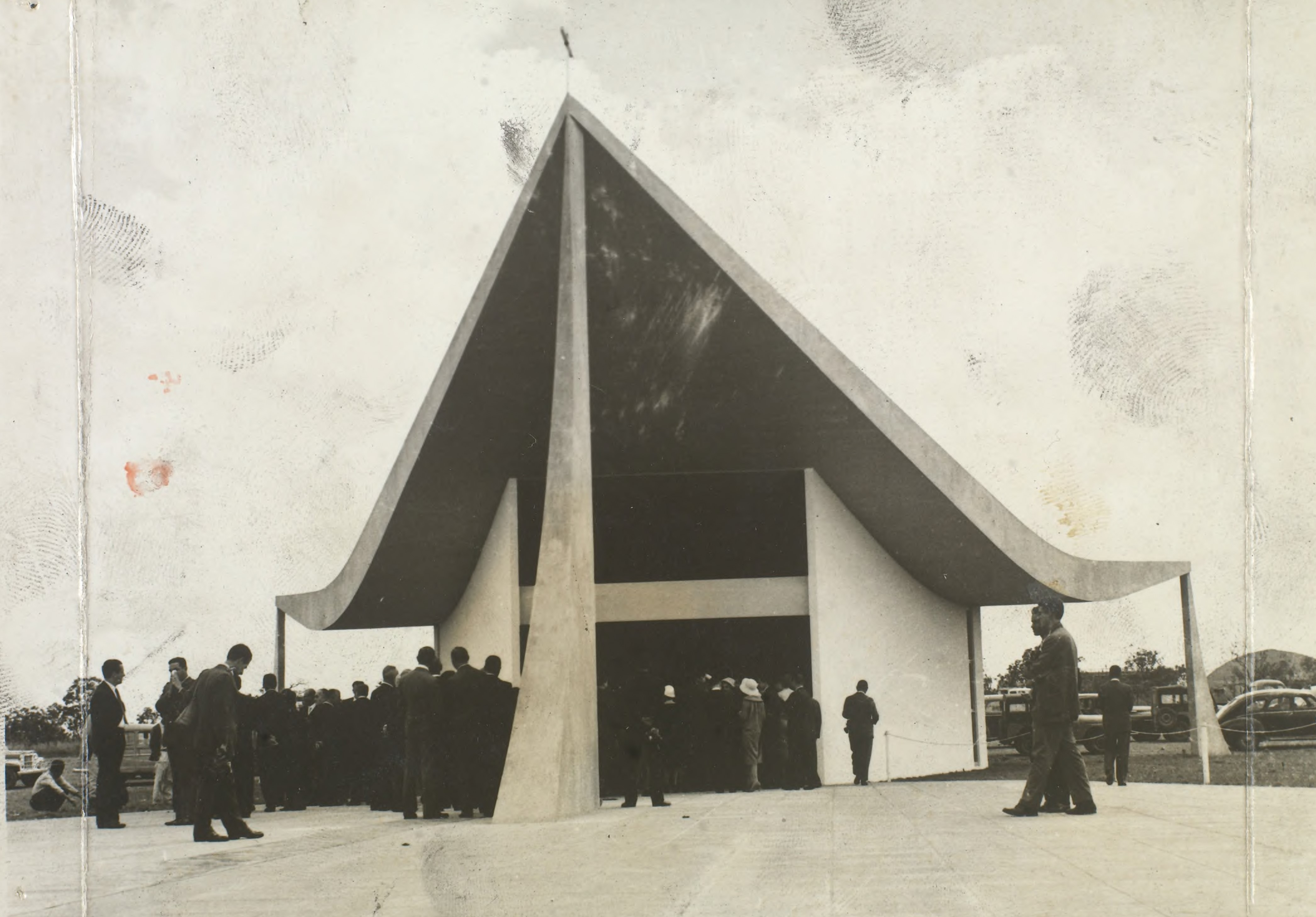
A Igreja Nossa Senhora de Fátima, localizada nesta Unidade de Vizinhança, foi o primeiro templo religioso de Brasília.

De acordo com o relatório do Plano Piloto de Brasília, a obra do urbanista Lúcio Costa trouxe uma nova maneira de quem reside no local: "Quanto ao problema residencial, ocorreu a solução de criar-se uma sequência contínua de grandes quadras dispostas de ambos os lados da faixa rodoviária e emolduradas por uma larga cinta densamente arborizada."

### Patrimônio cultural
Em 27 de abril de 2009, o governador do Distrito Federal, José Roberto Arruda, assinou o Decreto 30 303, com o tombamento da Unidade de Vizinhança 107/307 e 108/308 Sul, tornando-se um Patrimônio Cultural da Humanidade, reconhecido pela Organização das Nações Unidas para a Educação, a Ciência e a Cultura (UNESCO).